# Copa Mundial de Clubes de la FIFA 2015
La Copa Mundial de Clubes de la FIFA 2015 fue la duodécima edición del torneo de fútbol, el más importante del mundo, a nivel de clubes. El evento se disputó en Japón, que fue elegido como sede de la competición ante la renuncia de India. Intervienen los campeones de las distintas confederaciones más el campeón local por ser país organizador.
El campeón fue el Barcelona, que venció a River Plate en la final por 3 a 0.

## Sedes
Japón e India expresaron su interés por organizar tanto esta como la edición 2016, sin embargo, los indios retiraron su postulación en noviembre de 2014. El 23 de abril de 2015 la FIFA confirmó a Japón como país organizador de las ediciones 2015 y 2016.
| Osaka                                                 | Osaka Yokohama | Yokohama                                     |
| ----------------------------------------------------- | -------------- | -------------------------------------------- |
| Estadio Nagai                                         | Osaka Yokohama | Estadio Internacional                        |
| 34°36′50.83″N 135°31′6.42″E / 34.6141194, 135.5184500 | Osaka Yokohama | 35°30′35″N 139°36′20″E / 35.50972, 139.60556 |
| Capacidad: 47 853                                     | Osaka Yokohama | Capacidad: 71 822                            |
|                                                       | Osaka Yokohama |                                              |

## Clubes clasificados
Los equipos participantes se clasificaron a lo largo del año a través de las seis mayores competiciones continentales y la primera división del país anfitrión. En cursiva, el equipo debutante en la competición.
| Confederación                 | Equipo               | Vía de clasificación                                     |
| ----------------------------- | -------------------- | -------------------------------------------------------- |
| Europa                        | Barcelona            | Campeón de la Liga de Campeones de la UEFA (2014-15)     |
| América del Sur               | River Plate          | Campeón de la Copa Libertadores de América (2015)        |
| Norte, Centroamérica y Caribe | América              | Campeón de la Liga de Campeones de la Concacaf (2014-15) |
| Asia                          | Guangzhou Evergrande | Campeón de la Liga de Campeones de la AFC (2015)         |
| África                        | Mazembe              | Campeón de la Liga de Campeones de la CAF (2015)         |
| Oceanía                       | Auckland City        | Campeón de la Liga de Campeones de la OFC (2015)         |
| País organizador Japón        | Sanfrecce Hiroshima  | Campeón de la J1 League (2015)                           |

## Árbitros
Los árbitros designados son:
| AFC - Alireza Faghani - Reza Sokhandan (asistente) - Mohammadreza Mansouri (asistente) Concacaf - Joel Aguilar - Juan Zumba (asistente) - Marvin Torrentera (asistente) Conmebol - Wilmar Roldán - Alexander Guzmán (asistente) - Cristian de La Cruz (asistente) CAF - Sidi Alioum - Evarist Menkouande (asistente) - Elvis Noupue (asistente) OFC - Matt Conger - Tevita Makasini (asistente) - Simon Lount (asistente) UEFA - Jonas Eriksson - Mathias Klasenius - Daniel Wärnmark Local (soporte) - Ryūji Satō - Akane Yagi |

## Calendario y resultados
El calendario del torneo, junto con el emblema, se dieron a conocer el 24 de agosto de 2015.

El sorteo se realizó el 23 de septiembre de 2015 en Zúrich, Suiza.

### Cuadro de desarrollo
|  | Eliminación preliminar     | Eliminación preliminar  |                            |         | Cuartos de final        | Cuartos de final        |               |               | Semifinales | Semifinales |  |  | Final                      | Final                      |
|  | 10 de diciembre – Yokohama |                         |                            |         |                         |                         |               |               |             |             |  |  |                            |                            |
|  | Sanfrecce Hiroshima        | 2                       |                            |         | 13 de diciembre – Osaka | 13 de diciembre – Osaka |               |               |             |             |  |  |                            |                            |
|  | Sanfrecce Hiroshima        | 2                       |                            |         | 13 de diciembre – Osaka | 13 de diciembre – Osaka |               |               |             |             |  |  |                            |                            |
|  | Auckland City              | 0                       |                            |         | Mazembe                 | 0                       |               |               |             |             |  |  |                            |                            |
|  | Auckland City              | 0                       | 16 de diciembre – Osaka    |         | Mazembe                 | 0                       |               |               |             |             |  |  |                            |                            |
|  |                            |                         |                            |         | Sanfrecce Hiroshima     | 3                       |               |               |             |             |  |  |                            |                            |
|  | Sanfrecce Hiroshima        | 0                       |                            |         | Sanfrecce Hiroshima     | 3                       |               |               |             |             |  |  |                            |                            |
|  | Sanfrecce Hiroshima        | 0                       |                            |         |                         |                         |               |               |             |             |  |  |                            |                            |
|  |                            |                         | River Plate                | 1       |                         |                         |               |               |             |             |  |  |                            |                            |
|  |                            |                         | River Plate                | 1       |                         |                         |               |               |             |             |  |  |                            |                            |
|  |                            |                         | 20 de diciembre – Yokohama |         |                         |                         |               |               |             |             |  |  |                            |                            |
|  |                            |                         |                            |         |                         |                         |               |               |             |             |  |  |                            |                            |
|  | River Plate                | 0                       |                            |         |                         |                         |               |               |             |             |  |  |                            |                            |
|  | River Plate                | 0                       | 13 de diciembre – Osaka    |         |                         |                         |               |               |             |             |  |  |                            |                            |
|  |                            | Barcelona               | 3                          |         |                         |                         |               |               |             |             |  |  |                            |                            |
|  |                            |                         | 3                          | América | 1                       |                         |               |               |             |             |  |  |                            |                            |
|  | 17 de diciembre – Yokohama |                         |                            | América | 1                       |                         |               |               |             |             |  |  |                            |                            |
|  |                            | Guangzhou Ev.           | 2                          |         |                         |                         |               |               |             |             |  |  |                            |                            |
|  | Barcelona                  | Guangzhou Ev.           | 2                          | 3       |                         |                         |               |               |             |             |  |  |                            |                            |
|  | Barcelona                  | Quinto puesto           | Quinto puesto              | 3       |                         |                         | Tercer puesto | Tercer puesto |             |             |  |  |                            |                            |
|  |                            | Quinto puesto           | Quinto puesto              |         | Guangzhou Evergrande    | 0                       | Tercer puesto | Tercer puesto |             |             |  |  |                            |                            |
|  | América                    | 2                       | Sanfrecce Hiroshima        | 2       | Guangzhou Evergrande    | 0                       |               |               |             |             |  |  |                            |                            |
|  | América                    | 2                       | Sanfrecce Hiroshima        | 2       |                         |                         |               |               |             |             |  |  |                            |                            |
|  | Mazembe                    | 1                       | Guangzhou Evergrande       | 1       |                         |                         |               |               |             |             |  |  |                            |                            |
|  | Mazembe                    | 1                       | Guangzhou Evergrande       | 1       |                         |                         |               |               |             |             |  |  |                            |                            |
|  | 16 de diciembre – Osaka    | 16 de diciembre – Osaka |                            |         |                         |                         |               |               |             |             |  |  | 20 de diciembre – Yokohama | 20 de diciembre – Yokohama |

- Los horarios de los partidos corresponden al huso horario de Japón: (UTC+9).

### Eliminación preliminar
| 10 de diciembre de 2015 | Sanfrecce Hiroshima        | 2:0 (1:0) | Auckland City | Estadio Internacional, Yokohama                         |                                                         |
| 19:45                   | Minagawa 9' · Shiotani 70' | Reporte   |               | Asistencia: 19 421 espectadores Árbitro(s): Sidi Alioum | Asistencia: 19 421 espectadores Árbitro(s): Sidi Alioum |

### Cuartos de final
| 13 de diciembre de 2015 | América        | 1:2 (0:0) | Guangzhou Evergrande          | Estadio Nagai, Osaka                                       |                                                            |
| 16:00                   | O. Peralta 55' | Reporte   | Zheng L. 80' · Paulinho 90+3' | Asistencia: 18 772 espectadores Árbitro(s): Jonas Eriksson | Asistencia: 18 772 espectadores Árbitro(s): Jonas Eriksson |

| 13 de diciembre de 2015 | Mazembe | 0:3 (0:1) | Sanfrecce Hiroshima                  | Estadio Nagai, Osaka                                      |                                                           |
| 19:30                   |         | Reporte   | Shiotani 44' · Chiba 56' · Asano 78' | Asistencia: 23 609 espectadores Árbitro(s): Wilmar Roldán | Asistencia: 23 609 espectadores Árbitro(s): Wilmar Roldán |

### Quinto lugar
| 16 de diciembre de 2015 | América                    | 2:1 (2:1) | Mazembe    | Estadio Nagai, Osaka                                        |                                                             |
| 16:30                   | Benedetto 19' · Zúñiga 28' | Reporte   | Kalaba 43' | Asistencia: 11 686 espectadores Árbitro(s): Alireza Faghani | Asistencia: 11 686 espectadores Árbitro(s): Alireza Faghani |

### Semifinales
| 16 de diciembre de 2015 | Sanfrecce Hiroshima | 0:1 (0:0) | River Plate | Estadio Nagai, Osaka                                       |                                                            |
| 19:30                   |                     | Reporte   | Alario 72'  | Asistencia: 20 133 espectadores Árbitro(s): Jonas Eriksson | Asistencia: 20 133 espectadores Árbitro(s): Jonas Eriksson |

| 17 de diciembre de 2015 | Barcelona                   | 3:0 (1:0) | Guangzhou Evergrande | Estadio Internacional, Yokohama                          |                                                          |
| 19:30                   | Suárez 39', 50', 67' (pen.) | Reporte   |                      | Asistencia: 63 870 espectadores Árbitro(s): Joel Aguilar | Asistencia: 63 870 espectadores Árbitro(s): Joel Aguilar |

### Tercer lugar
| 20 de diciembre de 2015 | Sanfrecce Hiroshima | 2:1 (0:1) | Guangzhou Evergrande | Estadio Internacional, Yokohama                         |                                                         |
| 16:00                   | Douglas 70', 83'    | Reporte   | Paulinho 4'          | Asistencia: 47 968 espectadores Árbitro(s): Matt Conger | Asistencia: 47 968 espectadores Árbitro(s): Matt Conger |

## Final
| 1          | POR        | Marcelo Barovero   |     |
| 25         | DEF        | Gabriel Mercado    |     |
| 2          | DEF        | Jonatan Maidana    |     |
| 3          | DEF        | Éder Balanta       |     |
| 21         | DEF        | Leonel Vangioni    |     |
| 8          | MED        | Carlos Sánchez     |     |
| 5          | MED        | Matías Kranevitter |     |
| 23         | MED        | Leonardo Ponzio    | 46' |
| 19         | MED        | Tabaré Viudez      | 56' |
| 7          | DEL        | Rodrigo Mora       | 46' |
| 13         | DEL        | Lucas Alario       |     |
| Entrenador | Entrenador | Marcelo Gallardo   |     |

| 13         | POR        | Claudio Bravo     |     |
| 6          | DEF        | Dani Alves        |     |
| 14         | DEF        | Javier Mascherano | 81' |
| 3          | DEF        | Gerard Piqué      |     |
| 18         | DEF        | Jordi Alba        |     |
| 5          | MED        | Sergio Busquets   |     |
| 4          | MED        | Ivan Rakitić      | 67' |
| 8          | MED        | Andrés Iniesta    |     |
| 10         | DEL        | Lionel Messi      |     |
| 9          | DEL        | Luis Suárez       |     |
| 11         | DEL        | Neymar            | 89' |
| Entrenador | Entrenador | Luis Enrique      |     |

| 10 | MED | Gonzalo Martínez  | 46' |
| 27 | MED | Luis González     | 46' |
| 22 | DEL | Sebastián Driussi | 56' |

| 20 | MED | Sergi Roberto    | 67' |
| 23 | DEF | Thomas Vermaelen | 81' |
| 24 | DEF | Jérémy Mathieu   | 89' |

| Anotado | 36' | Lionel Messi | 0-1 |
| Anotado | 49' | Luis Suárez  | 0-2 |
| Anotado | 68' | Luis Suárez  | 0-3 |

| Amonestado | 10' | Matías Kranevitter |
| Amonestado | 32' | Leonardo Ponzio    |

| Amonestado | 16' | Jordi Alba    |
| Amonestado | 43' | Ivan Rakitić  |
| Amonestado | 61' | Neymar        |
| Amonestado | 72' | Sergi Roberto |

| Árbitro             | Alireza Faghani       |
| Árbitros asistentes | Reza Sokhandan        |
| Árbitros asistentes | Mohammadreza Mansouri |
| Cuarto árbitro      | Sidi Alioum           |

| 1          | POR        | Marcelo Barovero   |     |
| 25         | DEF        | Gabriel Mercado    |     |
| 2          | DEF        | Jonatan Maidana    |     |
| 3          | DEF        | Éder Balanta       |     |
| 21         | DEF        | Leonel Vangioni    |     |
| 8          | MED        | Carlos Sánchez     |     |
| 5          | MED        | Matías Kranevitter |     |
| 23         | MED        | Leonardo Ponzio    | 46' |
| 19         | MED        | Tabaré Viudez      | 56' |
| 7          | DEL        | Rodrigo Mora       | 46' |
| 13         | DEL        | Lucas Alario       |     |
| Entrenador | Entrenador | Marcelo Gallardo   |     |

| 13         | POR        | Claudio Bravo     |     |
| 6          | DEF        | Dani Alves        |     |
| 14         | DEF        | Javier Mascherano | 81' |
| 3          | DEF        | Gerard Piqué      |     |
| 18         | DEF        | Jordi Alba        |     |
| 5          | MED        | Sergio Busquets   |     |
| 4          | MED        | Ivan Rakitić      | 67' |
| 8          | MED        | Andrés Iniesta    |     |
| 10         | DEL        | Lionel Messi      |     |
| 9          | DEL        | Luis Suárez       |     |
| 11         | DEL        | Neymar            | 89' |
| Entrenador | Entrenador | Luis Enrique      |     |

| 10 | MED | Gonzalo Martínez  | 46' |
| 27 | MED | Luis González     | 46' |
| 22 | DEL | Sebastián Driussi | 56' |

| 20 | MED | Sergi Roberto    | 67' |
| 23 | DEF | Thomas Vermaelen | 81' |
| 24 | DEF | Jérémy Mathieu   | 89' |

| Anotado | 36' | Lionel Messi | 0-1 |
| Anotado | 49' | Luis Suárez  | 0-2 |
| Anotado | 68' | Luis Suárez  | 0-3 |

| Amonestado | 10' | Matías Kranevitter |
| Amonestado | 32' | Leonardo Ponzio    |

| Amonestado | 16' | Jordi Alba    |
| Amonestado | 43' | Ivan Rakitić  |
| Amonestado | 61' | Neymar        |
| Amonestado | 72' | Sergi Roberto |

| Árbitro             | Alireza Faghani       |
| Árbitros asistentes | Reza Sokhandan        |
| Árbitros asistentes | Mohammadreza Mansouri |
| Cuarto árbitro      | Sidi Alioum           |

| Estadísticas       | Barcelona | River Plate |
| ------------------ | --------- | ----------- |
| Tiros              | 16        | 9           |
| Tiros a puerta     | 9         | 5           |
| Faltas             | 20        | 16          |
| Penaltis           | 0         | 0           |
| Fueras de juego    | 2         | 1           |
| Córneres           | 2         | 6           |
| Posesión del balón | 64%       | 36%         |

|                         |
| Bandera de España       |
| Campeón F. C. Barcelona |
| 3.er título             |

## Estadísticas

### Tabla de rendimiento
En negrita el equipo campeón.
| Pos | Club                 | Puntos | PJ | PG | PE | PP | GF | GC | Dif. | Rend. |
| --- | -------------------- | ------ | -- | -- | -- | -- | -- | -- | ---- | ----- |
| 1   | Barcelona            | 6      | 2  | 2  | 0  | 0  | 6  | 0  | +6   | 100%  |
| 2   | River Plate          | 3      | 2  | 1  | 0  | 1  | 1  | 3  | -2   | 50%   |
| 3   | Sanfrecce Hiroshima  | 9      | 4  | 3  | 0  | 1  | 7  | 2  | +5   | 67%   |
| 4   | Guangzhou Evergrande | 3      | 3  | 1  | 0  | 2  | 3  | 6  | -3   | 33%   |
| 5   | América              | 3      | 2  | 1  | 0  | 1  | 3  | 3  | 0    | 50%   |
| 6   | Mazembe              | 0      | 2  | 0  | 0  | 2  | 1  | 5  | -4   | 0%    |
| 7   | Auckland City        | '0     | 1  | 0  | 0  | 1  | 0  | 2  | -2   | 0%    |

### Tabla de goleadores
Al goleador le corresponde la Bota de oro del campeonato, al segundo goleador la Bota de plata y al tercero la Bota de bronce.
| Jugador                       | Equipo               | Anotado | Minutos jugados |
| ----------------------------- | -------------------- | ------- | --------------- |
| Luis Suárez                   | Barcelona            | 5       | 180'            |
| Douglas                       | Sanfrecce Hiroshima  | 2       | 246'            |
| Paulinho                      | Guangzhou Evergrande | 2       | 270'            |
| Tsukasa Shiotani              | Sanfrecce Hiroshima  | 2       | 360'            |
| Lucas Alario                  | River Plate          | 1       | 69'             |
| Lionel Messi                  | Barcelona            | 1       | 90'             |
| Darío Benedetto               | América              | 1       | 102'            |
| Rainford Kalaba               | Mazembe              | 1       | 117'            |
| Zheng Long                    | Guangzhou Evergrande | 1       | 146'            |
| Oribe Peralta                 | América              | 1       | 156'            |
| Yusuke Minagawa               | Sanfrecce Hiroshima  | 1       | 159'            |
| Martín Zúñiga                 | América              | 1       | 180'            |
| Takuma Asano                  | Sanfrecce Hiroshima  | 1       | 219'            |
| Kazuhiko Chiba                | Sanfrecce Hiroshima  | 1       | 270'            |
| Actualizado a fin de edición. |                      |         |                 |

### Jugadores con tres o más goles en un partido
| Pos. | Jugador     | Goles | Fecha                   | Local     |                   | Resultado |                                       | Visitante            | Reporte                                                         |
| ---- | ----------- | ----- | ----------------------- | --------- | ----------------- | --------- | ------------------------------------- | -------------------- | --------------------------------------------------------------- |
| 1    | Luis Suárez | 3     | 17 de diciembre de 2015 | Barcelona | Bandera de España | 3 - 0     | Bandera de la República Popular China | Guangzhou Evergrande | Semifinales Archivado el 5 de abril de 2016 en Wayback Machine. |

### PremioAlibaba E-Auto
El Premio Alibaba E-Auto es entregado al mejor jugador de la final.
| Jugador     | Equipo    |
| ----------- | --------- |
| Luis Suárez | Barcelona |

### Balones de Oro, Plata y BronceAdidas
El Balón de Oro Adidas es un reconocimiento entregado por la firma alemana de indumentaria patrocinante del Mundial de Clubes, para el mejor jugador de la final. Asimismo, también son entregados los Balones de Plata y Bronce para los considerados segundo y tercero mejores jugadores de la final, respectivamente.
| Jugador        | Equipo    |
| -------------- | --------- |
| Luis Suárez    | Barcelona |
| Lionel Messi   | Barcelona |
| Andrés Iniesta | Barcelona |